# Out of the Afternoon
Out of the Afternoon est un album du Roy Haynes Quartet sorti en 1962.

## Description
Out of the Afternoon est la rencontre entre Roy Haynes et Roland Kirk accompagnés par Tommy Flanagan au piano et Henry Grimes à la basse pour une musique qui maintient un équilibre parfait entre arrangement et improvisation dans un style post-bop.

## Pistes
Sauf indication, toutes les compositions de Roy Haynes
1. Moonray (Arthur Quenzer, Artie Shaw, Paul Madison) (6:41)
2. Fly Me to the Moon (Bart Howard) (6:40)
3. Raoul (6:01)
4. Snap Crackle (4:11)
5. If I Should Lose You (Leo Robin, Ralph Rainger) (5:49)
6. Long Wharf (4:42)
7. Some Other Spring (Arthur Herzog, Ira Kitchings) (3:29)

## Musiciens
- Roland Kirk – Saxophone ténor, stritch, manzello, flûte
- Roy Haynes – Batterie
- Tommy Flanagan - Piano
- Henry Grimes - Contrebasse